# Gambroides rangaparensis
Gambroides rangaparensis là một loài tò vò trong họ Ichneumonidae.